# Marie-Jeanne Schoenmaekers
Pour les articles homonymes, voir Clerckx et Schoenmaekers.
Marie-Jeanne Clerckx, épouse Schoenmaekers, née le 16 juin 1924 à Anvers et décédée le 15 avril 2014 à Uccle fut une femme politique belge flamande, membre du CVP.

## Fonctions politiques
- Echevin flamand à Woluwe-Saint-Pierre de 1982 à 2000
- Membre du Conseil de la Région Bruxelles-capitale du 18 juin 1989 au 31 janvier 1992.